# Flying (GARNET CROWの曲)
『flying』（フライング）は、GARNET CROWの6枚目のシングル。2000年11月29日にGIZA studioから発売された。

## 概要
3ヶ月連続シングルリリースシリーズの第3弾。新曲としてデビューの時点で比較的早く存在が明かされていた楽曲である。
前作「夏の幻」に続くロングセラーを記録。ゲームのタイアップもあり、最高位こそ25位であるものの、累計売上6万枚近く売り上げて、GARNET CROW全シングル中で「夢みたあとで」「Mysterious Eyes」に次ぐ3位である。
ゲーム内で使われたバージョンの方がゲーム用に先にレコーディングされており、シングル収録のバージョンとは違う。
ラジオ「テイルズリングエターニア」内で先行公開された際はゲーム用とも異なるバージョンが放送されている。
この曲で初めて、4人揃ってメディアへ姿を現した。また、ナムコから発売されている『テイルズ オブ エターニア』のガイドブックに、4人のコメントが記載されている。

## 収録曲
1. flying
  - 作詞：AZUKI七 / 作曲：中村由利 / 編曲：古井弘人

ナムコ（現・バンダイナムコエンターテインメント）プレイステーション用ゲームソフト『テイルズ オブ エターニア』テーマソング[1]
2. Cried a little
  - 作詞：AZUKI七 / 作曲：中村由利 / 編曲：古井弘人
3. flying 〜Instrumental〜

## 収録アルバム
- first soundscope 〜水のない晴れた海へ〜（#1）
- Cool City Production Vol.8 GARNET CROW REMIXES（Xtra Jamによるリミックスバージョン収録）（#1）
- Best（#1）
- The Best of Tales（♯1）
- GIZA studio 10th Anniversary Masterpiece BLEND 〜FUN Side〜（#1）
- BEST HIT BEING（#1）
- THE BEST History of GARNET CROW at the crest...（#1）
- All Lovers（#2）
- THE ONE 〜ALL SINGLES BEST〜（#1）
- GARNET CROW REQUEST BEST（#1）